# Танака Акамаро
Тана́ка Акама́ро (яп. 田中阿歌麿, たなかあかまろ; 1869—1944) — японський науковець, географ, лімнолог.

## Життєпис
Народився в Токіо.
Вивчав географію в Брюссельському університеті в Бельгії. Після повернення на батьківщину займався дослідженням головних японських озер. 1931 року заснував Японське лімнологічне товариство.
Автор фундаментальних праць «Дослідження озера Сува», «Дослідження озера Нодзірі» тощо.